# Anna Rüger
Anna Rüger (* in Augsburg; † nach 1491, auch bekannt als Anna Rügerin) war eine frühe Buchdruckerin in Augsburg. Sie ist die erste Frau, die im Kolophon eines Drucks erscheint.

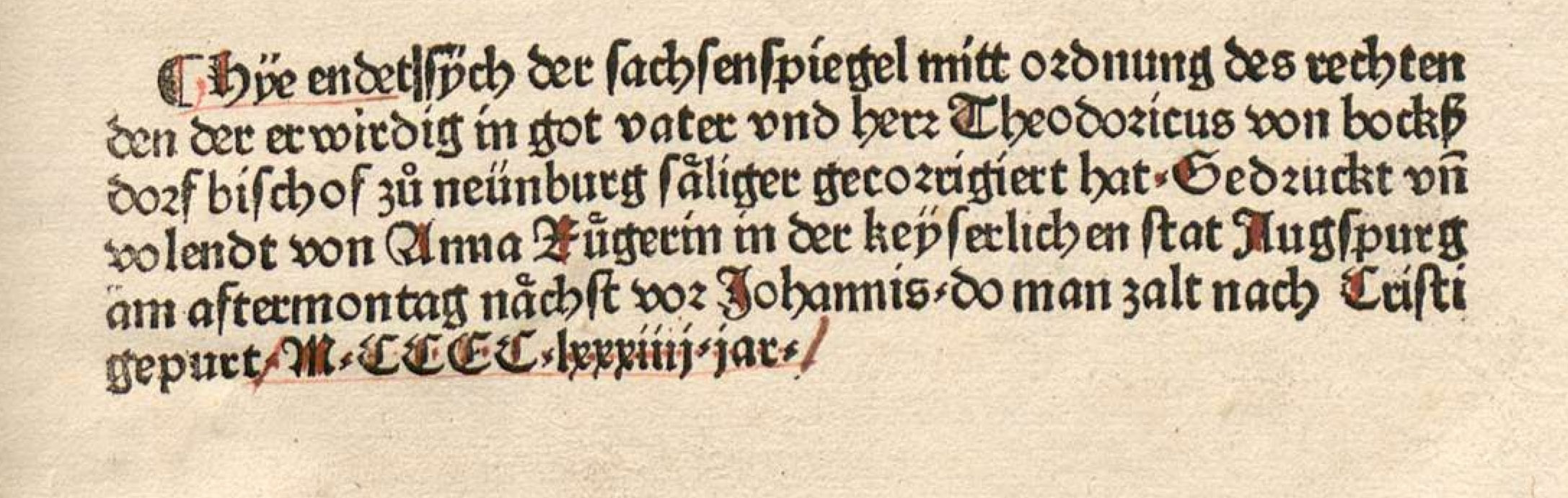
Anna Rügers Kolophon des Sachsenspiegel (1484)

## Familie
Anna Rüger war die Tochter von Barbara Schönsperger, die 1467/68 in zweiter Ehe den Buchdrucker Johann Bämler († 1503) heiratete, der in Augsburg 136 Wiegendrucke anfertigte. 1481 richtete Annas Ehemann, der Goldschmied Thomas Rüger, mit seinem Schwager Johann Schönsperger eine weitere Druckwerkstatt ein. Gemeinsam druckten sie 1481 und 1482 zwei Werke (siehe unten). Thomas Rüger starb 1483. Anna heiratete in zweiter Ehe 1491 den Buchhändler Peter Berger, der 1486–1490 ebenfalls zehn Drucke hergestellt hatte. Ihr Neffe ist der Buchdrucker und Verleger Johann Schönsperger der Jüngere, ihre Nichte heiratete den Augsburger Buchhändler und Verleger Johannes Oswalt, der Geschäftsbeziehungen nach Basel und Venedig unterhielt.

## Produktion
Anna Rüger druckte in der geerbten Offizin 1484 zwei Werke. Das erste war Eike von Repgows Sachsenspiegel. Bereits fünf Wochen später erschien Formulare und deutsch Rhetorica, ein Handbuch von Anweisungen für die Bearbeitung von amtlichen Dokumenten und Briefen. Rüger verwendete eine Schrifttype, die ihr Bruder bis 1492 benutzte. Die geschäftliche Verbindung zu ihrem Bruder wurde (nach) 1484 gelöst.

## Gedruckte Werke der Offizin Rüger

### Johann Schönsperger und Thomas Rüger († 1483)
- Plenarium, deutsch. Augsburg 1481.[2]
- Die Neue Ehe. Augsburg 1482.[3]

### Anna Rügerin
- Eike von Repgow: Sachsenspiegel. Landrecht mit Glosse. Teilweise redigiert von Dietrich von Bocksdorf und mit Additiones von Tammo von Bocksdorf. Mit lat.-dt. Wörterverzeichnis aus dem lat. Sachsenspiegel. – Daran: Hermann von Oesfeld: Cautela und Premis. – Johann von Buch: Richtsteig Landrechts. – Eike von Repgow: Speculum Saxonum Augsburg 22. Juni 1484.[4]
- Formulare und deutsch Rhetorica. Augsburg 29. Juli 1484.[5]